# لودویگ لاندن
لودویگ لاندن (انگلیسی: Ludwig Landen; ۶ نوامبر ۱۹۰۸ – ۱۴ اکتبر ۱۹۸۵) قایقران کانو اهل آلمان بود.